# Rádió Smile
A Rádió Smile egy Kiskunfélegyházán és kistérségében fogható kisközösségi rádió. 2008. november 15-én indult.

## Története
2008. november 15-én indult kisközösségi rádió Kiskunfélegyházán és kistérségében. A rádiót üzemeltető magánszemély 2007 szeptemberében adott be pályázatot az Országos Rádió- és Televízió Testülethez (ma NMHH), amelyet a Testület 2008 januári ülésén elfogadott, így megkapta a műsorszolgáltatási jogosultságot először 3 majd újabb 5 évre, az FM 89.9 MHz-en. A rádióstúdiónak a Kossuth Lajos u. 12 szám alatt található egykori honvédségi épület, a Tiszti Klub ad otthont (egykor Ügyvédek háza, HMO). A csatorna célcsoportja elsősorban a 15-35 éves fiatalok és fiatal felnőttek, akik Kiskunfélegyházán élnek, tanulnak és/vagy dolgoznak. Zenei arculata 2008 novemberétől 2015 februárjáig alternatív, 2015 márciusától populáris. A Rádió Smile kisközösségi rádió lévén törvényi kötelezettségének eleget téve heti 50% magyar zenét sugároz (kizárólag magyar nyelven alkotó előadók-zenekarok dalai számítanak magyarnak a hatályos mttv. szerint).

## Munkatársak (2020)
- Bajáki Gábor – műsorvezető, technikai vezető
- Bene Gábor – adásrendező, gyártásvezető
- Csőszi Viktor – ügyvezető, főszerkesztő, zenei szerkesztő, műsorvezető
- Csányi Ágnes – műsorvezető
- Dulicsek István – műsorvezető
- Géczi Adrienn – műsorvezető
- Grófné Czere Anikó – marketing
- Gubu Zoltán – marketing
- Kenéz Kolos – műsorvezető
- Kis Kata – műsorvezető
- Pilán Éva – műsorvezető
- Oláh Sándor – műsorvezető, gyártás
- Szabó Tamás – station voice
- Szilágyi Ilona – station voice
- Varga Gergő – műsorvezető
- Véninger Gábor – külsős technikus
- Zakar Anita – műsorvezető, marketing

## Helyi hírstáb
- Veress Liza
- László István

## Országos hírek hírstáb
- Germán Márton
- Nádas Gyula

## Külsős munkatársak
- Molnár Szabolcs – Sztárportré & Hallgass Hazait műsorok házigazdája

## Egykori kollégák (2008-2020)
Antal Anett; Antal Tamás; Csáki Attila; Faltum Kristóf; Faragó Miklós; Farkas Gábor; Ficsór Zoltán; Gaál Norbert; Hájas Barnabás; Hársligeti-Kovács Boglárka; Holló Róbert; Joó Csaba; Károly Zita; Kerekes Áron; Lippai Dávid; Lőrincz Attila; Lőrincz Virág; Márton András; Nagy Ágnes; Nemes Imre; Németh Gábor; Németh Virág; Palatinus Attila; Réz Katalin; Rota Francesco; Simonyi Sándor; Solymosi Dániel; Szekeres Szabolcs; Szentpáli Roland; Szerémi Nóra; Torbán László; Török Mónika; Vereb Imre. Hírek: Bajnóczki Zsolt; Bakos Ágnes; Dobó Nikolett; Farkas-Nagy Nóra; Gaál Tóth András; Germán Melinda; Kiss Máté; Kontra György; Kovács Anett; Lőrincz Virág; Putnoki Zsuzsanna; Tislér-Szigeti Éva.